# Foto vom Torhaus Auschwitz-Birkenau

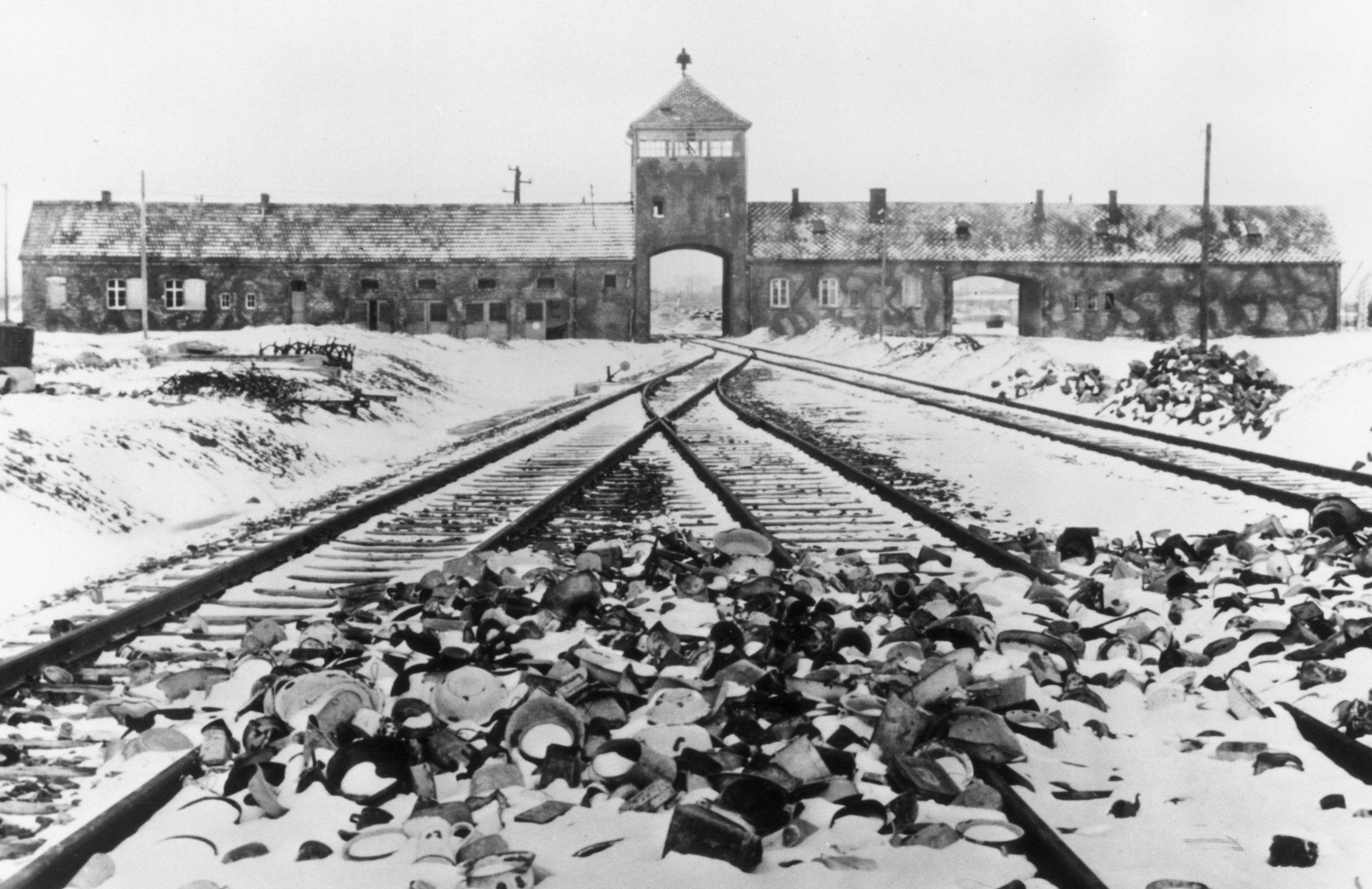
Stanisław Muchas Foto vom Torhaus des KZ Auschwitz-Birkenau

Das Foto vom Torhaus Auschwitz-Birkenau ist eine Schwarzweiß-Aufnahme des polnischen Fotografen Stanisław Mucha. Sie wurde im Februar oder März 1945 nach der Befreiung des Konzentrationslagers Auschwitz aus dem Inneren des Lagers aufgenommen und zeigt dessen Einfahrtsgebäude sowie die davon ausgehende Gleisanlage.
Ursprünglich im sowjetischen Auftrag zur Dokumentation des befreiten Lagers entstanden, entwickelte sich die Fotografie ab den 1960er Jahren zu einem Symbol für Auschwitz und den Holocaust. Dabei wird sie häufig fälschlicherweise als eine Außenaufnahme des Lagers gedeutet.

## Entstehung

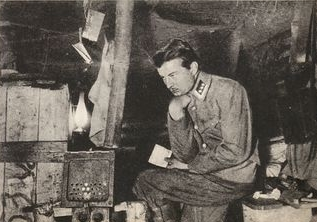
Stanisław Mucha als Soldat der Polnischen Legionen im Ersten Weltkrieg

Das Vernichtungslager Auschwitz-Birkenau wurde 1941 als Teil des Lagerkomplexes des KZ Auschwitz nahe der Stadt Oświęcim im vom Deutschen Reich annektierten Teil des besetzten Polens errichtet und diente hauptsächlich der Ermordung von Juden im Rahmen des Holocaust. Daneben wurden im Lager im Rahmen des Porajmos auch zahlreiche damals sogenannte „Zigeuner“ sowie Polen ermordet. Im Januar 1945 wurde aufgrund des Näherrückens der Roten Armee ein großer Teil der Häftlinge des Lagers auf Todesmärsche nach Westen geschickt. Rund 5800 wurden zurückgelassen und erlebten die Befreiung des Lagers durch die 60. Armee der Sowjetunion am 27. Januar. Kurz danach errichtete das Polnische Rote Kreuz in den dortigen Baracken ein Feldkrankenhaus.
Der polnische Fotograf Stanisław Mucha kam im Februar 1945 mit einer Kommission des Roten Kreuzes nach Auschwitz. Er erhielt von einer sowjetischen Untersuchungskommission den Auftrag, das Lager und die dort gefundenen Gegenstände als Beweismittel zu fotografieren. Es entstanden im Februar und März insgesamt 100 Fotos. 38 davon nahm er in ein Album auf, das er dem Museum Auschwitz überließ. Darunter befand sich als Foto Nr. 28 auch das Bild vom Torhaus, mit dem Mucha nach eigener Aussage die Gleisanlage dokumentieren wollte. Diese Gleise waren im Frühjahr 1944 entstanden. Nach dem Einmarsch der deutschen Truppen in Ungarn im März 1944 hatte Heinrich Himmler den ehemaligen Lagerkommandanten Rudolf Höß mit der Vernichtung der ungarischen Juden beauftragt, der daraufhin den Ausbau des Bahnanschlusses und der Gleisanlage innerhalb des Lagers vorantrieb.

## Beschreibung

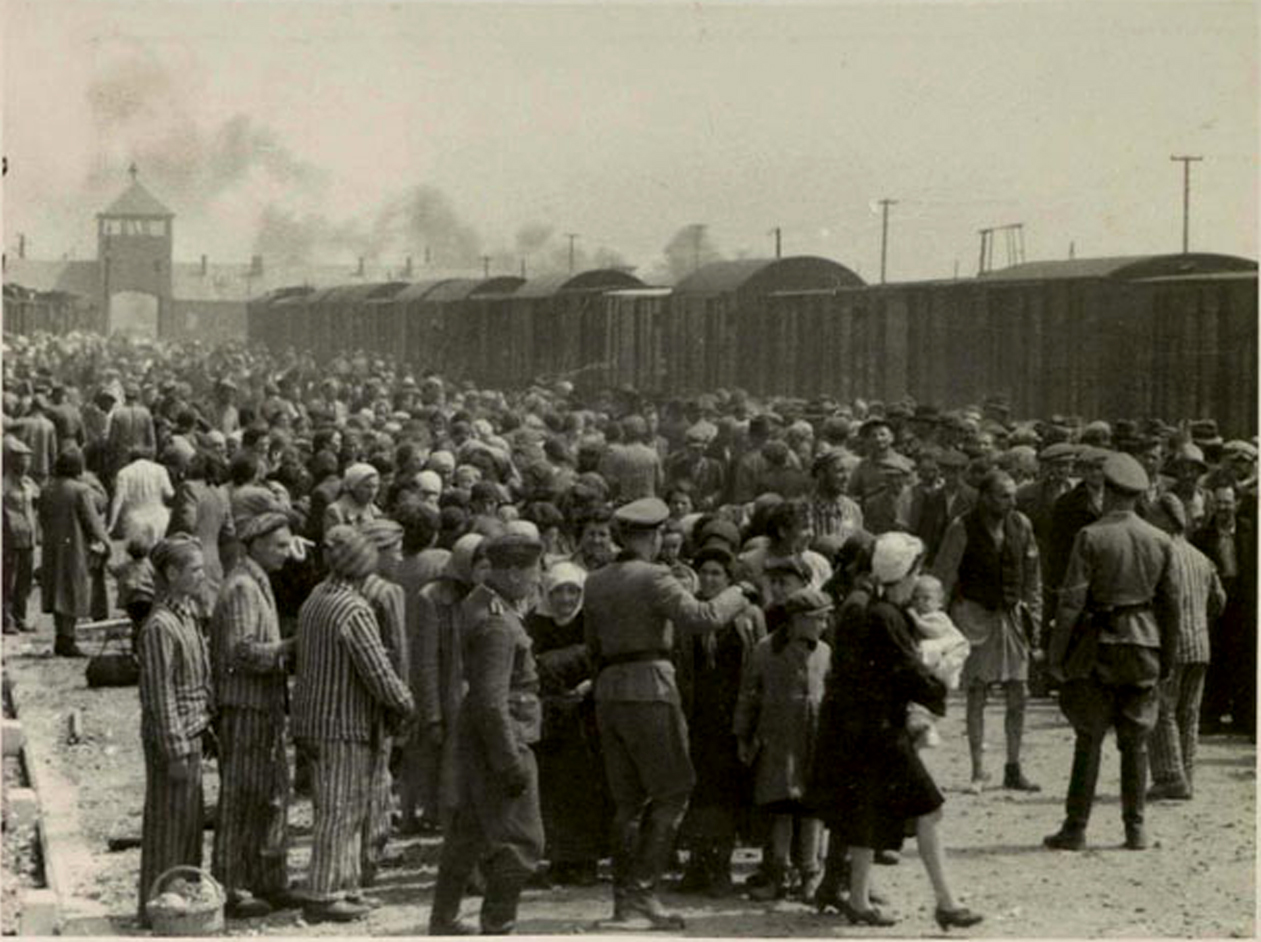
Selektion ungarischer Juden an der Rampe von Auschwitz-Birkenau, Mai oder Juni 1944. Im Hintergrund ist das Torhaus zu sehen. Aufnahme aus dem Auschwitz-Album.

Das Foto wurde aus dem Inneren des Lagers aufgenommen. Im oberen Drittel ist das 1943 errichtete Torhaus des KZ Auschwitz-Birkenau abgebildet, das fast die gesamte Breite des Fotos ausfüllt. Exakt in der Mitte des Gebäudes und des Fotos steht der Torturm mit der offenen Tordurchfahrt. Im rechten Teil gibt es ein weiteres offenes Tor, das für Kraftfahrzeuge vorgesehen war. Von dem mittleren Tor geht ein Gleis aus, das sich durch Weichen in drei Trassen ausfächert. Im unteren Teil des Bildes ist der Ansatz der Rampe erkennbar, an der neue Häftlinge ankamen und selektiert wurden. In diesem Bereich liegt Blech- und Emaillegeschirr verstreut. Es ist wie der Boden teilweise mit Schnee bedeckt.

## Analyse

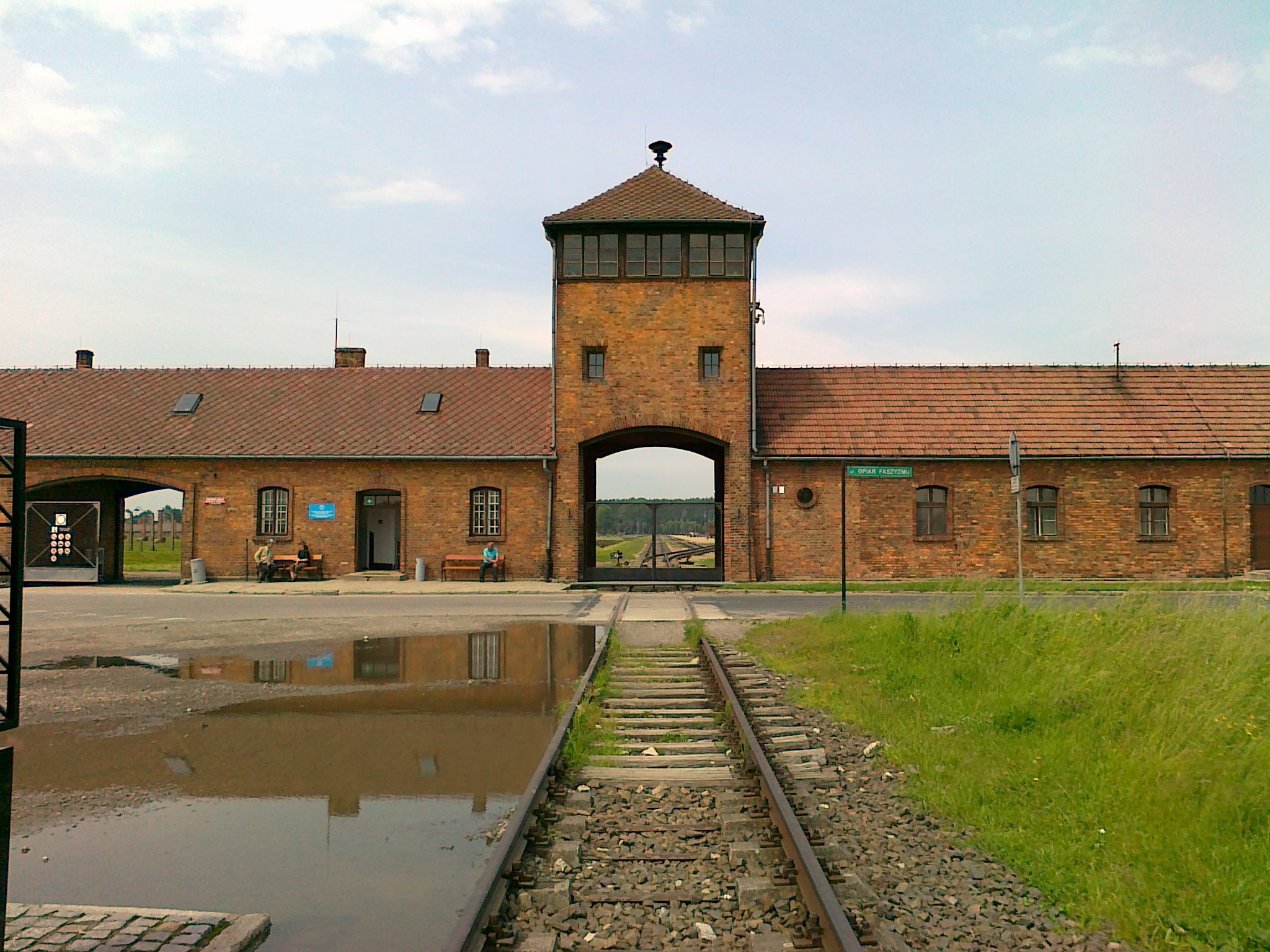
Torhaus des KZ Auschwitz-Birkenau, aufgenommen 2011 außerhalb des Lagers. Durch das Tor sieht man die sich aufteilenden Gleise von Muchas Foto.

Obwohl aus dem Inneren des Lagers aufgenommen, erweckt Muchas Foto bei vielen den Eindruck, es sei vor dem KZ entstanden. So zeigen einige künstlerische Verwendungen des Motivs die drei Gleise außerhalb des Lagers, wie etwa Art Spiegelmans Comic Maus – Die Geschichte eines Überlebenden. Selbst ehemalige Häftlinge bildeten die Gleise außerhalb des Lagers ab, wie eine Zeichnung des damals 15-jährigen Thomas Geve aus dem Jahr 1945 zeigt. Dem Eindruck erliegen aber auch manche Medienwissenschaftler. So bezeichnete beispielsweise Götz Großklaus die im Vordergrund zu sehende Rampe als „Vorhof des Schreckens“, die „Todesstätte“ bliebe jenseits der „Tores-Schwelle“ unsichtbar. Die Gründe für diesen Eindruck sind für den Historiker Christoph Hamann in der Zentralperspektive der Fotografie zu suchen. Deren Fluchtpunkt befindet sich in der Tordurchfahrt, auf die die Fluchtlinien der Gleise zulaufen. Dadurch erscheine das Tor als Einfahrt zum Lager und „Ziel aller Züge“. Durch die Perspektive entstehe dabei eine Sogwirkung auf den Betrachter. Da Gleise im Allgemeinen eine Umkehr unwahrscheinlich machen, vermittle das Foto den Eindruck einer ausweglosen Situation, die unweigerlich auf das Torhaus zuführt. Dieses erscheine als Trennlinie zwischen dem Leben im Diesseits des Betrachters und dem hinter dem Torhaus liegenden Tod im Jenseits, das sich seinem Blick entziehe. Nur durch das im Vordergrund liegende Geschirr lasse sich erahnen, was mit den Menschen im Lager passiert war. Daneben hebt die Kunsthistorikerin Monika Flacke die Verlassenheit und Trostlosigkeit sowie die bedrückende Stille des Fotos hervor, die auch ohne Kenntnis der historischen Hintergründe begriffen werden können.
Durch die Abwesenheit der Täter und Opfer des Holocaust auf der Fotografie visualisiert sie für Christoph Hamann den Völkermord an den Juden als bürokratischen und industriellen Prozess, eine Bewertung, die in den 1960er Jahren durch den Eichmann-Prozess und die Auschwitzprozesse auch bei der Mehrheit der Gesellschaft angekommen war. Dabei blende sie jedoch aus, dass sich unter den Mördern neben Befehlstätern auch viele Exzess- und Weltanschauungstäter befunden hatten. Durch die Darstellung eines Konzentrationslagers außerhalb Deutschlands irgendwo in den „weiten Räumen des Ostens“ werde der Holocaust zudem als Ereignis dargestellt, das mit der Lebenswirklichkeit der Deutschen nichts zu tun gehabt hatte, und befreie sie dadurch scheinbar von einer Verantwortung für diese Verbrechen. Dies hat laut Hamann zusammen mit der Abwesenheit von Gewalt die breite Rezeption des Fotos begünstigt.

## Rezeption

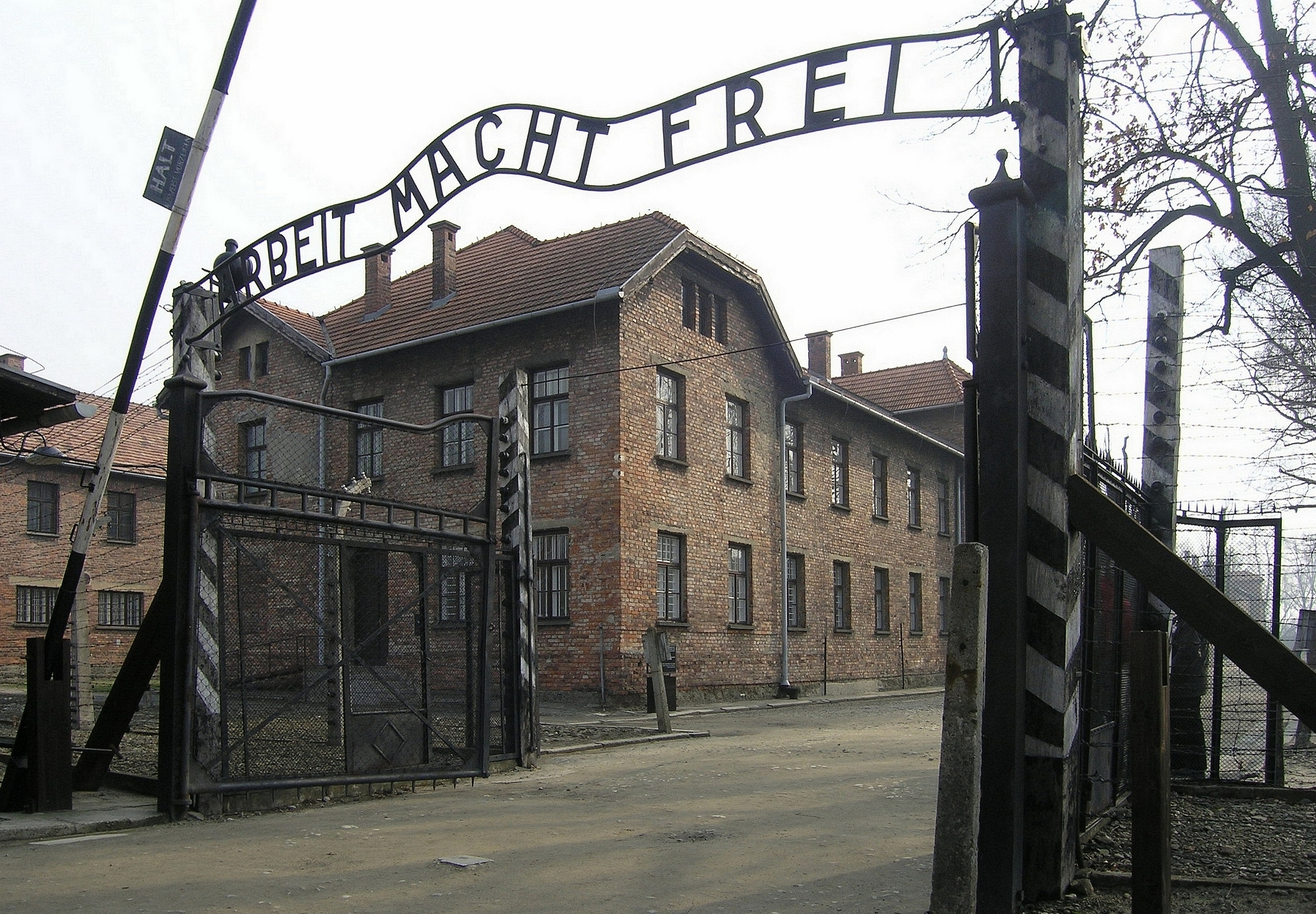
Eingang des Stammlagers von Auschwitz mit dem Schriftzug „Arbeit macht frei“

Die Anzahl der erhaltenen Fotografien, die den Holocaust dokumentieren, ist enorm. So sprach Sybil Milton 1986 von mehr als zwei Millionen Fotos, die sich in den Archiven von mehr als 20 Nationen befanden, wobei die umfangreichen Sammlungen in Archiven der Sowjetunion noch nicht berücksichtigt waren. Im Vergleich dazu ist die Anzahl der in Publikationen verwendeten Bilder gering. Zu diesen Bildern gehört auch das Motiv des Torhauses, insbesondere Muchas Foto, das einzige seiner Bilder aus Auschwitz, das größere Bekanntheit erlangte. Das Torhaus wurde zu einem Symbol für Auschwitz und eine „Ikone der Vernichtung“, so wie Auschwitz zu einem Synonym für den Holocaust wurde. Ähnliches gilt für Bilder vom Tor des Stammlagers von Auschwitz mit dem Schriftzug „Arbeit macht frei“.
Die Verwendung von Muchas Foto für dokumentarische Zwecke wird zum Teil kritisch gesehen. So weist Monika Flacke darauf hin, dass das Foto durch seine Entstehung nach der Befreiung des Lagers kein Dokument der Vernichtung sein könne und einen nur geringen dokumentarischen Wert besitze. Da bei der Verwendung des Fotos in Ausstellungen und Büchern meist auf eine Erläuterung des Entstehungshintergrunds und eine Nennung des Fotografen verzichtet werde, würden damit Geschichtsbilder kritiklos produziert und reproduziert, nur um Emotionen zu erzeugen und Zuschauererwartungen zu befriedigen.

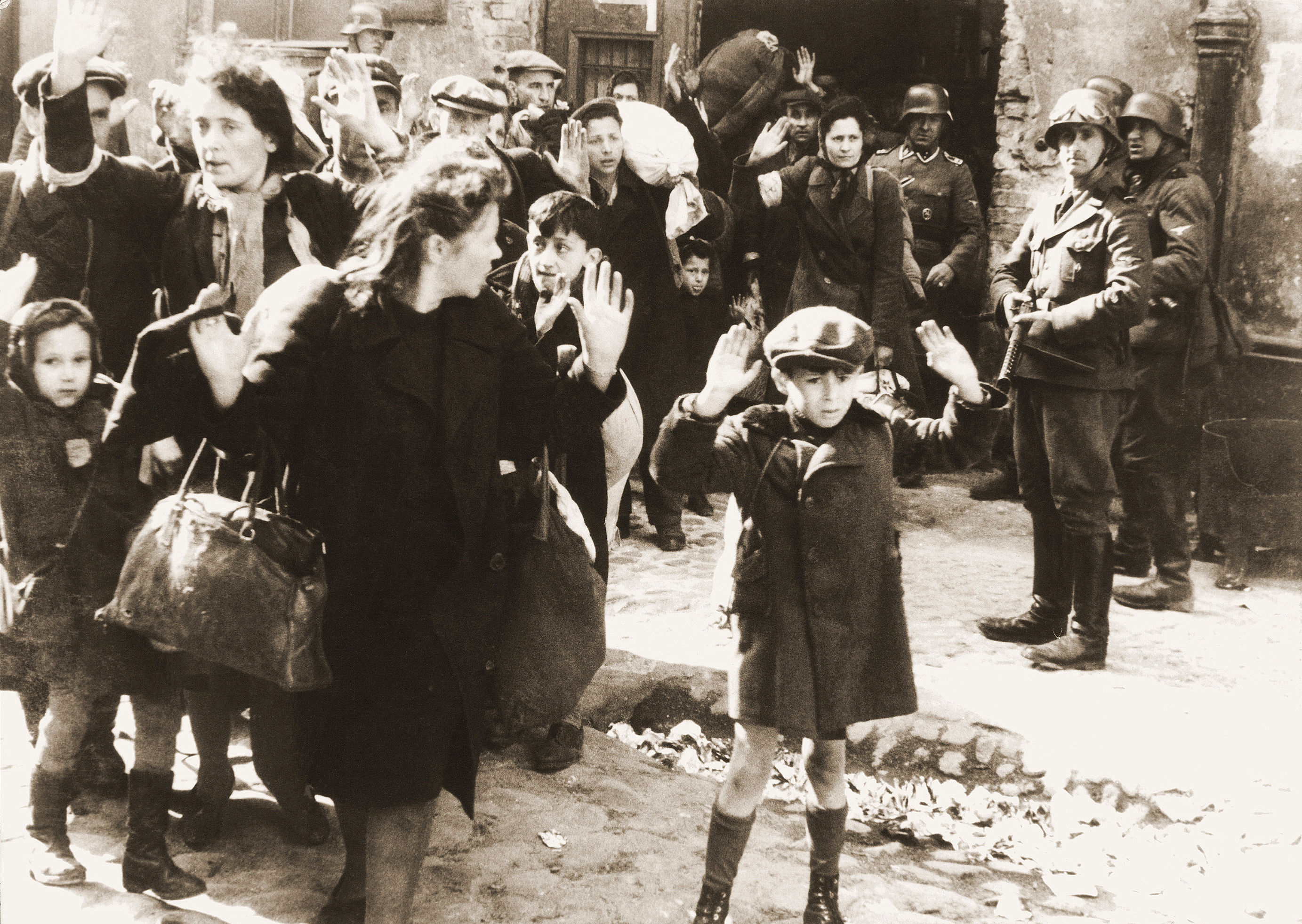
Foto des Jungen aus dem Warschauer Ghetto, das wie das Foto vom Torhaus zu einem Symbol für den Holocaust wurde

Nach dem Krieg wurden Aufnahmen, die im Auftrag der Sowjetunion entstanden waren, in westlichen Medien zunächst nicht verwendet. Grund dafür war der aufkommende Kalte Krieg. Als Ende der 1950er Jahre die Justiz in der Bundesrepublik mit der Strafverfolgung von NS-Tätern begann, änderte sich dies langsam. Große Bekanntheit erreichte Muchas Foto 1960, als es gemeinsam mit dem später ebenfalls zum Holocaust-Symbol gewordenen Foto des Jungen aus dem Warschauer Ghetto im Buch Der gelbe Stern von Gerhard Schoenberner erschien, einer der ersten umfassenden Sammlungen von Bildern des Holocaust. 1964 wurde es großformatig in der Ausstellung Auschwitz – Bilder und Dokumente in der Frankfurter Paulskirche gezeigt. Anders als das Foto vom Jungen aus dem Warschauer Ghetto wurde die Fotografie des Torhauses selten in Schullehrbüchern verwendet. Dafür griffen Medien häufiger auf sie zurück. So erschien sie mehrfach auf dem Cover des Magazins Der Spiegel. Im Februar 1979 war sie zum ersten Mal dort zu sehen. Die vierteilige fiktionale US-Serie Holocaust war kurz zuvor im deutschen Fernsehen ausgestrahlt worden und hatte große Aufmerksamkeit erhalten. In dem Heft veröffentlichte Der Spiegel den ersten Teil der sechsteiligen Serie Niemand kommt hier raus, in der der polnische Regisseur Wiesław Kielar über seine Zeit als Häftling in Auschwitz berichtete. Muchas Foto bildet den unteren Teil des Covers, darüber ist der Titel Vernichtungslager Auschwitz. Häftling Nr. 290 berichtet zu lesen. Im Zuge der sogenannten Goldhagen-Debatte um das Buch Hitlers willige Vollstrecker des US-Soziologen Daniel Goldhagen erschien Muchas Foto 1996 erneut auf dem Spiegel. Es ist im Hintergrund des Covers mit dem Titel Die Deutschen: Hitlers willige Mordgesellen? abgebildet; im Vordergrund sieht man Adolf Hitler, dem eine Menschenmenge zujubelt. Dieses Cover ist ein Beispiel für die oben erwähnte Umdeutung des Bildes als Außenaufnahme, da sich Hitler und die Menschenmenge in der Logik der Montage eigentlich im Lager befinden. Zwei Jahre später erschien das Foto zum dritten Mal auf dem Spiegel-Cover, diesmal als zentrales Element einer Collage von Fotos von Persönlichkeiten und Ereignissen des 20. Jahrhunderts. Das Heft bildete den Auftakt einer 50-teiligen Serie über das kurz vor dem Ende stehende Jahrhundert.
Muchas Foto wird auch von Organisationen verwendet, die sich dem Gedenken an Auschwitz und die Verbrechen der Nationalsozialisten verpflichtet haben. So wurde es bei der Gedenkveranstaltung des Internationalen Auschwitz Komitees zum 70. Jahrestag der Befreiung des Lagers großflächig hinter dem Rednerpult gezeigt. 2013 verwendete das Simon Wiesenthal Center das Foto auf einem Plakat, das in zahlreichen deutschen Städten zu sehen war. Es warb für die Operation Last Chance, die um Hinweise bat, die zur strafrechtlichen Verfolgung von NS-Verbrechern führen. Das Foto ist auch ein zentrales Element von Ausstellungen des Staatlichen Museums Auschwitz-Birkenau und des Dokumentations- und Kulturzentrum Deutscher Sinti und Roma.
Die große Bekanntheit von Muchas Foto sorgt dafür, dass viele Besucher des Staatlichen Museums Auschwitz-Birkenau es als „Vorlage“ für eigene Aufnahmen des Torhauses verwenden.